# Hypanthidioides rubripes
Hypanthidioides rubripes är en biart som först beskrevs av Urban 1996.  Hypanthidioides rubripes ingår i släktet Hypanthidioides och familjen buksamlarbin. Inga underarter finns listade i Catalogue of Life.